# Sam Miller
Samuel Miller (ur. 30 marca 1997 w Arlington) – amerykański koszykarz, występujący na pozycjach silnego skrzydłowego lub środkowego.
25 czerwca 2020 podpisał kontrakt z Polpharmą Starogard Gdański. 30 września opuścił klub.

## Osiągnięcia
Stan na 1 listopada 2020, na podstawie, o ile nie zaznaczono inaczej.
NCAA
- Uczestnik rozgrywek turnieju NCAA (2016, 2017)
- Mistrz sezonu regularnego konferencji Atlantic 10 (2016, 2017)